# Henk Vredeling
Hendrikus (Henk) Vredeling (Amersfoort, 20 de noviembre de 1924) - Huis ter Heide, 27 de octubre de 2007) fue un político neerlandés, vicepresidente de la Comisión Europea de 1977 a 1981.
Afiliado al Partido de los Trabajadores (PvdA) fue elegido en la Tweede Kamer (cámara baja del Parlamento neerlandés) por primera vez en 1956. Dos años después fue elegido miembro del Parlamento Europeo en representación de su país, permaneciendo como eurodiputado hasta finales de 1973.
Ese año abandona la política europea para retornar a su país para ser nombrado ministro de Defensa en el gabinete de Joop den Uyl, manteniendo el cargo hasta finales de 1977. Ese año volvió a la política europea en la Comisión Jenkins, ocupando el cargo de vicepresidente y comisario europeo del Trabajo y Asunto Sociales, tomando las competencias de Educación y Formación. Abandona definitivamente la política europea en 1981, siendo sustituido como comisario neerlandés por Frans Andriessen y en su cargo de la comisión por Ivor Richard.